# The War of the Simpsons
"The War of the Simpsons" är avsnitt 20 från säsong två av The Simpsons och sändes på Fox i USA den 2 maj 1991. I avsnittet har familjen Simpson en fest där Homer blir full och skämmer ut sig. Marge tar då med Homer till pastorns äktenskapsrådgivning för att rädda deras äktenskap men Homer har andra planer, han tänker fiska. Marge får dock honom att ändra sig och han slänger tillbaka den legendariska General Sherman i sjön efter att han fångat det. Farfar är under tiden barnvakt och Bart och Lisa utnyttjar det, men efter att Barts party spårar ut börjar de två att sköta sig då de tycker synd om farfar. Det visar sig att han lurade dem för att få dem att städa upp efter sig. Avsnittet skrevs av John Swartzwelder och regisserades av Mark Kirkland. Flera låtar från populärkulturen spelas i avsnittet som "It's Not Unusual", "The Look of Love", och "That's the Way (I Like It)". Avsnittet var det näst mest sedda på Fox under veckan som det sändes.

## Handling
Familjen Simpson har en fest för sina vänner där Homer skämmer ut familjen genom att vara full och efter att han dreglar över Maudes urringning får Marge nog. Nästa dag besöker familjen kyrkan där pastor Lovejoy berättar om äktenskapsrådgivningen som han och hans hustru Helen ska ha vid Catfish Lake nästa vecka. Marge skriver in sig och Homer. Homer följer motvilligt med och packar med fiskeutrustningen. På vägen till sjön stannar de vid en affär där Homer får höra skrönan om havskatten General Sherman. Homer berättar för kunderna i butiken att han ska fånga den. Abraham är barnvakt och Bart och Lisa börjar utnyttja det och får Abraham att låta dem göra saker de inte får, som röka, dricka kaffe och köpa sötsaker. Homer och Marge besöker rådgivningen där de berättar tillsammans med de andra vad som är fel i deras äktenskap. Homer skäms över det som Marge berättar om honom och över att han inte har något att säga om henne. På morgonen upptäcker Marge att Homer är på väg att gå och fiska men hon hindrar honom och övertygar honom att de är bara här för att rädda sitt äktenskap. Bart bestämmer sig för att ordna en fest för sina vänner på kvällen och bjuder in sina kompisar som börjar sprida ryktet om Barts fest.
Homer är och promenerar runt sjön då han hittar ett övergivet metspö och han tar tag i det samtidigt som det blir napp och det visar sig vara General Sherman som fastnat. Efter en hård kamp lyckas Homer fånga fisken. Marge hittar inte Homer och fortsätter äktenskapsrådgivningen på egen hand, där pastorn berättar för henne att allt är Homers fel. Marge går till sjön och upptäcker att Homer fiskar men då han ser en upprörd Marge slänger han tillbaka fisken  i havet och berättar för henne att han älskar henne. Marge blir glad över att han älskar henne mer än fisken och de åker hem. Barts fest spårar ut och hela huset hamnar i en röra. Lisa skäms över vad de gjort, de har till och med fått farfar att börja gråta över att han är en så dålig barnvakt, så hon övertygar Bart om att de måste städa. Marge och Homer kommer hem och upptäcker att huset är välstädat och de undrar varför det är så. Farfar berättar att han fick dem att städa genom att han låtsades gråta. Bart lovar då att han inte ska lita på en gammal människa igen. I butiken som Homer besökte förut berättar kassören en skröna för en kund om en jätte som var Homer och hur nära han var att fånga fisken.

## Produktion
Avsnittet skrevs av John Swartzwelder och regisserades av Mark Kirkland. Kirkland var ovan vid att hålla på med animerade serier vid tiden och fick jobba hårt för avsnittet. Kirkland har sagt att det svåraste var att rita Homer när han var full då han var tvungen att tänka ut hur personer ser ut då de är fulla. Han bestämde sig för att göra så att Homer blinkade i otakt och hade svårt med balansen. Kirkland baserade äktenskapsrådgivningen på en liknande han varit på i New York när han var ung. Han baserade butiken på en fiskaffär som fanns där han växte upp. En av kvinnorna som går på äktenskapsrådgivningen är Gloria, hennes röst görs av Julie Kavner och det är en av få gånger hon inte gör Marge eller hennes släktingar. Hennes hår baserades på Susie Dietters hår. Mike Reiss anser att avsnittet innehåller flera roliga ögonblick men produktionen gav hela tiden trubbel för dem. Efter att manuset skrevs av Swartzwelder fick de nästan en helt identisk kopia av en man som de betalade 3000 dollar, för eftersom de ville slippa en eventuell rättegång. Fler invånare i Springfield skulle ha medverkat på äktenskapsrådgivningen som Mr. Burns och hans postorderkvinna, Edna Krabappel och Ken Krabappel men den idén blev inte av. Ken Krabappel skulle baserats på Dean Martin från början, men blev sen en sydstatsamerikan. Scenen skrevs om av James L. Brooks under ett par timmar. Den första saken som Brooks tog bort var att Moe frågade Dr Hibbert om han kunde bota hans missfärgade avföring.

## Kulturella referenser
Sättet som Ned Flanders gör cocktailen liknar Tom Cruise i Cocktail. På familjen Simpsons fest spelas låten "It's Not Unusual", "The Look of Love" och "That's the Way (I Like It)". Homers minne över festen är en referens till Algonquin Round Table. "Mexican Hat Dance"-sången spelas då Marge sätter på radion i bilen så att barnen inte hör då hon pratar med Homer. Då Homer går in i kyrkan sitter Adolf Hitler i en av bänkarna. I en flashbackscen från då Bart hade en barnvakt är scenen en referens till Omen. Bilden på General Sherman i butiken är en referens till bilder av Loch Ness-odjuret. John och Gloria som besökt äktenskapsrådgivningen är en referens till George och Martha i Vem är rädd för Virginia Woolf?. Då Homer håller på att fånga fisken säger han att han älskar honom men måste döda honom vilket är en referens till Den gamle och havet. En scen där är en referens till kapten Ahabs fight mot Moby Dick.

## Mottagande
Avsnittet hamnade på plats 14 över mest sedda program under veckan med en Nielsen ratings på 11.6 vilket ger 10,8 miljoner hushåll. Avsnittet var det näst mest sedda på Fox under veckan. I Orlando Sentinel har Gregory Hardy kallat avsnittet för det tolfte bästa med temat sport i seriens historia, i detta fall sportfiske. I boken I Can't Believe It's a Bigger and Better Updated Unofficial Simpsons Guide har Warren Martyn och Adrian Wood sagt att det var bra att Homer och Marge var för sig själva och de gillar att farfar lurade sina barnbarn. Hos DVD Movie Guide har Colin Jacobson sagt att avsnittet härrörde från början. Familjens fest var så fantastisk att avsnittet kunde slutat efter detta, men som tur gjorde inte det och hade en hela tiden en hög nivå av underhållning. Både Homer försöker rädda sitt äktenskap och tillsammans med barnen och farfars handling gav avsnittet en förpackning med mycket skämt. Bryce Wilson på Cinema Blend anser att avsnittet var platt men även i dess sämsta punkter kan man hitta skämt. Jeremy Kleinman  från DVD Talk har skrivit att avsnittet är ytterligare ett lyckat avsnitt. Först visar den hur Homer är då han är full på ett party, sedan hur Lovejoy försöker reparera kärleken och så avslutas det med en fisk. Alla de tre delarna innehåller skämt och han anser att det bästa var då Homers försökte att minnas vad som hände på festen.